# 緒奈萌
緒奈萌（日语：緒奈もえ，1996年12月15日—），日本AV女優。所屬事務所是ジュンプロモーション。

## 個人簡歷
2016年1月以成人影片製造商kawaii*的專屬女優身分在AV界出道。
藝名「緒奈もえ」是由於本人喜歡自慰而取名。
興趣是購物和去動物園，擅長繪畫。大學時主修設計。
2017年2月9日於Twitter上宣布離開kawaii*。
之後Twitter被刪除，事務所的資料也被刪除。